# Битка за Адмиралитетска острва
Битка за Адмиралитетска острва (енгл. Admiralty Islands campaign), вођена од 29. фебруара до 14. априла 1944, била је савезничка победа током рата на Пацифику.

## Позадина
Адмиралитетска острва припадају Бизмарковом архипелагу: пружају се северно од Нове Гвинеје у виду лука, затварајући Бизмарково море са северозапада. Састоје се од 40 мањих и 1 већег острва - Манус (79 са 26 км), на коме је главни град и војна база Лоренгау.
Јапанци су јануара 1942. окупирали Адмиралитетска острва и на њима подигли аеродром Лоренгау и Момоте, са којих су касније угрожавали савезничко напредовање дуж северне обале Нове Гвинеје. Од посадних трупа задржали су на острвима само око 5.000 војника, од приближно 100.000 колико су имали на Бизмарковом архипелагу, нарочито у базама Рабаул и Кавијенг (енгл. Kavieng). Да би избегли фронтални удар на јако поседнути Бизмарков архипелаг, савезници су одлучили да се прво искрцају у његовој позадини, на Адмиралитетским острвима. За овај задатак одређена је 1. коњичка дивизија (енгл. 1st Cavalry Division) из састава америчке 6. армије, која је била опремљена и обучена за извршење десантних операција, састава 2 бригаде од по 2 пука (5, 12, 7. и 8. пук). Поморске снаге дала је 7. амфибијска флота, а авијацију 5. ваздухопловна армија.

## Битка
Генерал Даглас Макартур одлучио је да напад отпочне 29. фебруара 1944. у 7 часова. После насилног извиђања и јаког бомбардовања јапанских база и положаја, искрцан је одред од 1.000 војника код аеродрома Момоте. Идуће ноћи Јапанци су извршили јак противнапад на мостобран, али нису успели да америчке снаге баце у море. Пошто је 5. ваздухопловна армија неутралисала јапанске базе на Новој Гвинеји, Јапанци нису ни покушали да употребе своје поморске снаге без подршке из ваздуха. Тако су савезничке поморске јединице могле неометано да наставе искрцавање трупа и да им пруже подршку при одбијању јапанских противнапада. Када су разарачи и авијација неутралисали јапанске обалске батерије, настављено је ширење мостобрана у правцу запада, упоредо са новим десантима на острва Лос Негрос и Манус (18. марта заузет је аеродром Лоренгау). Организован јапански отпор савладан је тек 14. априла.

## Последице
Јапански губици: 3.280 погинулих и 75 заробљених. Американци су имали 321 погинулог и 1.189 рањених. Поморска и ваздухопловна база на Адмиралитетским острвима коју су савезници брзо изградили, одиграла је важну улогу у даљем напредовању према Филипинима.